# Ульріка Елеонора Данська
Ульріка Елеонора Данська та Норвезька (дан. Ulrika Eleonora af Danmark og Norge, 11 вересня 1656 — 26 липня 1693) — королева-консорт Швеції у 1680—1693 роках, уроджена принцеса Данії та Норвегії з Ольденбурзької династії, донька короля Данії та Норвегії Фредеріка III та принцеси Софії Амалії Брауншвейг-Люнебурзької, дружина короля Швеції Карла XI, матір короля Швеції Карла XII та королеви Ульріки Елеонори.

## Біографія

### Ранні роки
Ульріка Елеонора народилась 11 вересня 1656 року у Копенгагені. Вона була сьомою дитиною та четвертою донькою в родині короля Данії та Норвегії Фредеріка III та його дружини Софії Амалії Брауншвейг-Люнебурзької. Мала старших братів Крістіана та Йоргена й сестер Анну Софію, Фредеріку Амалію та Вільгельміну Ернестіну. Ще один брат помер немовлям до її народження.
Коли принцесі було 10 місяців, почалася Дансько-шведська війна, яка закінчилася поразкою Данії та підписанням Роскілльського миру. За півроку військові дії поновилися. Під час штурму Копенгагена королівська родина залишилася у місті, чим завоювала велику любов та відданість свого народу. У лютому 1660 року помер шведський король Карл X Густав, головний ворог Данії. Після цього були укладені Олівський та Копенгагенський мирні договори, що припинили війну.
У 14 років Ульріка Елеонора втратила батька. Наступним королем Данії та Норвегії став її брат Крістіан V. Матір більше не одружувалася.

### Заручини

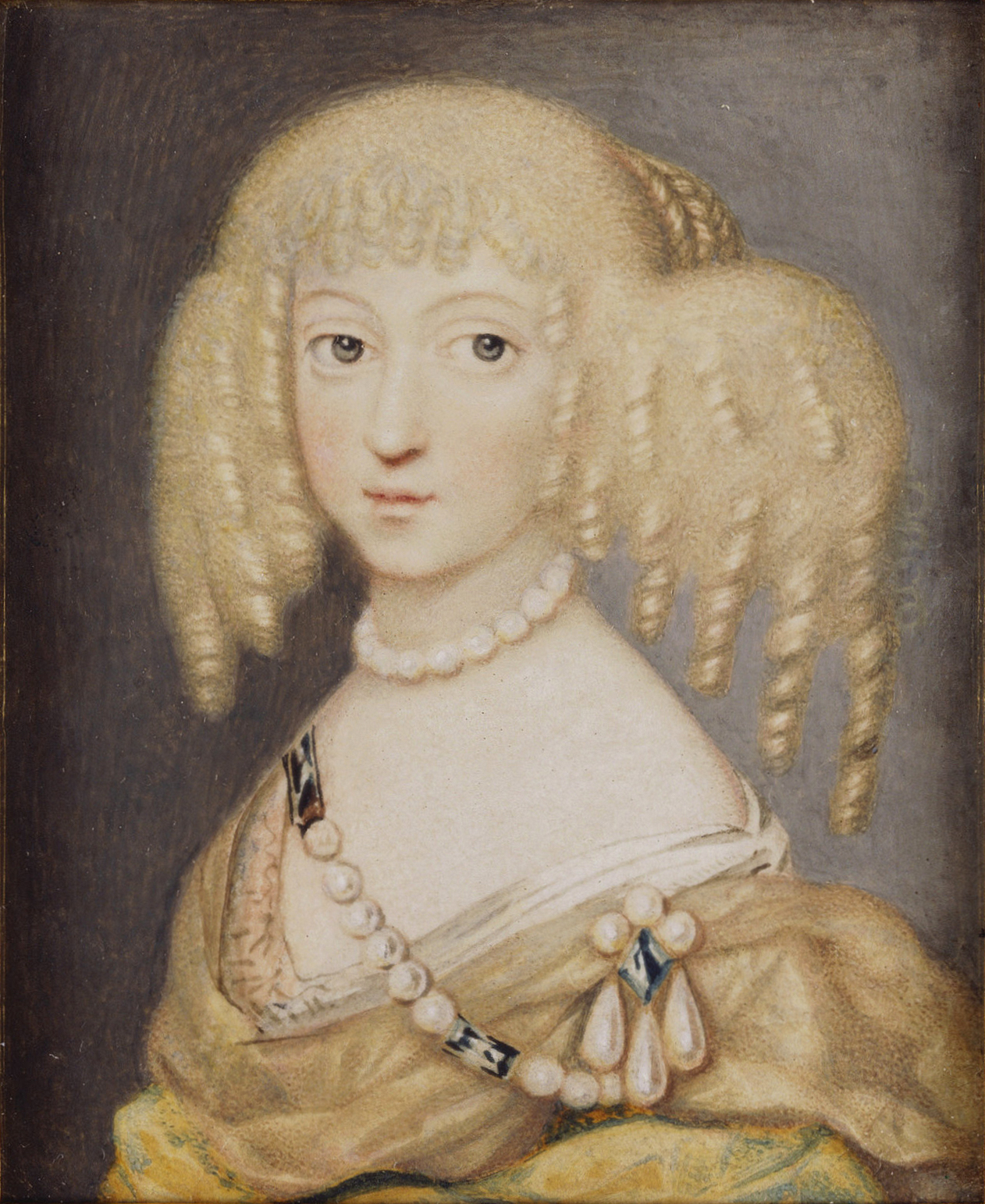
Ульріка Елеонора в ранньому віці на портреті П. Сікака

У 1675 році шведський посол Нільс Браге-молодший просив руки принцеси для свого правителя Карла XI, сина Карла X Густава. Софія Амалія підтримала цей союз. Крістіан V теж дав згоду, однак після початку Сконської війни у вересні її відкликав. Втім, угода вже була затверджена, про заручини оголошено, молоді люди обмінялися обручками. Ульріка Елеонора вважала себе нареченою і відмовлялася розірвати заручини та погодитись на іншу шлюбну кандидатуру. Її руки продовжували домагатися штатгальтер Нідерландів Вільгельм III Оранський та імператор Священної Римської імперії Леопольд I Габсбург. Карлу XI в цей час пропонували одружитися з британською або німецькою принцесою. 
Протягом війни піклувалася про шведських військовополонених в Данії, збирала для них їжу, ліки та білизну, заклавши свої речі, у тому числі й обручку. Не брала участі в урочистостях, організованих з приводу перемоги над Швецією. В Данії була дуже популярною через свою доброту.
У зв'язку з мирними переговорами 1679 року, розмова про заручини поновилася. 26 вересня Данія та Швеція уклали Лундський мир, а також низку інших трактатів щодо оборонного союзу, торгового договору, договору про шлюб між Ульрікою Елеонорою і Карлом XI, а також секретні статті про зобов'язання не вступати в союзи з третіми державами без попередніх переговорів між собою. Акселя Вахтмейстера відправили до Копенгагену для завершення переговорів, а Йохан Гілленштейн вирушив з офіційною місією привезти Ульріку Елеонору до Швеції. Шлюбний контракт було підписано 6 лютого 1680 року. На одній з численних публічних урочистостей, присвячених весіллю, імена принцеси та Карла XI написали в небі феєрверками.

### Королева Швеції

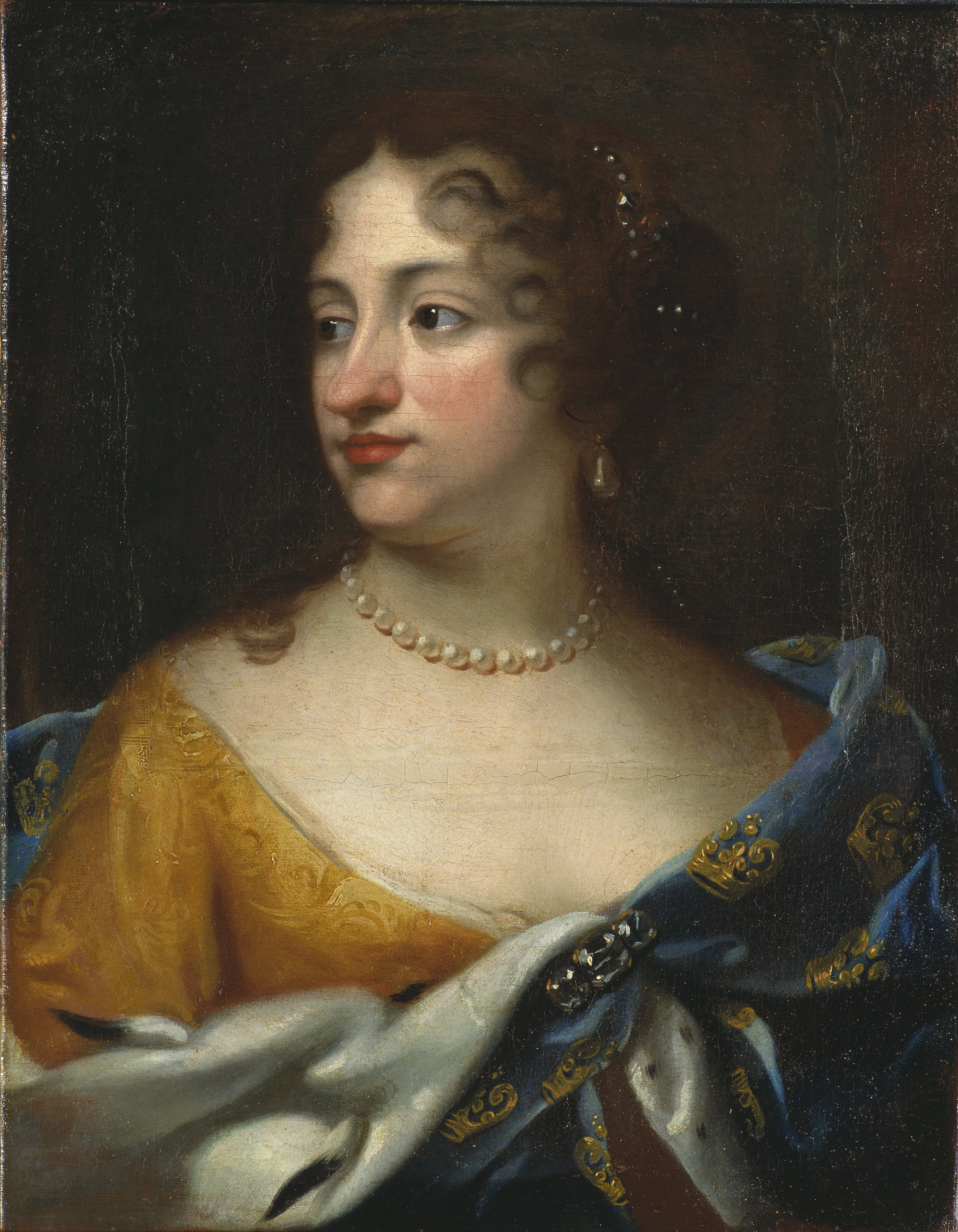
Портрет Ульріки Елеонори, 1677, Національний музей Швеції

Із братом-королем Ульріка Елеонора прощалася у Фредеріксборзі. Він повернув сестрі всі її закладені коштовності. Матір та сестри супроводжували дівчину до Гельсінгера. До Швеції з нею відпливла лише Фредеріка Амалія, яка повернулася до батьківщини відразу після висадки сестри 4 травня у Гельсінборзі. На новій батьківщині принцесу вітали гарматним салютом та зустрічали королева-матір Ядвіґа Елеонора, шведський двір та місцеве дворянство. Разом із королевою вона через Скіллінг попрямувала до Скотторпського замку, де її чекав наречений. Планувалося, що весілля відбудеться у Гальмстаді, однак вінчання 23-річної Ульріки Елеонори та 24-річного королемя Швеції Карла XI пройшло так само у Скотторпському замку 6 травня 1680. Воно було простим і справлялося з поспіхом, аби уникнути присутності французького посла, оскільки відносини з Францією були напруженими. Зовнішністю принцеси наречений був розчарований і поцікавився у Гілленштейни, чи не міг той знайти йому красивішої дружини, на що генерал-губернатор відповів: «Ваша Величність скоро зрозуміє, що в ній живе янголǃ»
Нову королеву змальовували як релігійну, терплячу, м'яку та милосердну жінку, помірно красиву, яка веде себе просто, але з почуттям гідності. Громадськістю вона була зустрінута з ентузіазмом, оскільки її розглядали як надію та символ міцного миру. Її популярність збільшилася через виявлену нею мужність до прибуття в Стокгольм, якого вона чекала кілька місяців до закриття сесії риксдагу, проводячи  час в королівських резиденціях за межами міста. Збільшенню популярності сприяло також те, що весь данський почт королева майже відразу відправила назад до Копенгагену, заявивши, що надалі всі її потреби задовольнятимуть чоловік та його слуги. Карл XI надав їй власний двір та надбавку від доходів маєтків. Посол Данії Єнс Юель протестував проти її впертого бажання відмовитися від усього, що могло бути їй вигідно, однак королева зосталася вірною вибору.
26 листопада 1680 року відбулася коронація королеви у Великій церкві Стокгольму. В той час Ульріка Елеонора була вже вагітна первістком, якого народила у червні 1681 року до великої радості чоловіка. Всього у пари було семеро дітей.
Шлюб був описаний як щасливий. Чоловік ніколи їй не зраджував і був глибоко прив'язаний до неї, хоча описували його як дуже стриману на вияв почуттів людину. При дворі королева протягом всього життя була в тіні свекрухи. Ще по прибуттю до Гельснгборгу Ядвіґа Елеонора запропонувала невістці найзручніше та найпочесніше місце у кареті, та натомість наполягла на самому скромному. З того часу королева-матір увесь час займала перше місце і при дворі, ніколи не віддаючи впливу невістці. Навіть Карл називав королевою матір, звертаючись до Ульріки Елеонори «моя дружина». Іноземні посли першою відвідували Ядвіґу Елеонору і лише потім Ульріку Елеонору. Вказували на те, що в Данії так само чинить Софія Амалія перед дружиною сина Шарлоттою Амалією. Зрештою, відносини між королевами стали дещо напруженими, однак, до відкритого конфлікту ніколи не доходило, хоча королеву-матір Ульріка Елеонора називала «дияволом свого шлюбу».
У липні 1686 року королева, вагітна шостою дитиною, від'їхала з дітьми та власним двором до Уппсальського замку, заявивши, що проводите там не лише літо. У серпні чоловік із матір'ю, які подорожували країною, спробували переконати її повернутися до столиці. Зрештою, повернулася після другого візиту Ядвіґи Елеонори у вересні.
Слабке здоров'я та численні вагітності часто заважали їй виконувати представницькі обов'язки. Полюбляла проводити час у літній резиденції Карлберг, де насолоджувалася щасливим сімейним життям далеко від двору. Проявляла інтерес до  читання та мистецтва, особливо живопису.  Періодично її навідували родичі з Гольштейн-Готторпу. Цікавилася театром і танцями, була покровителькою аматорського театру при дворі. Взимку 1683—1684 років на її прохання придворні дами поставили трагедію «Іфігенія» їхнього сучасника Жана Расіна.
Політичного вливу не мала, оскільки король обговорював державні справи з матір'ю та часто повторював, що обрав дружину, аби вона народжувала йому дітей, а не радила, що йому робити. У період повернення у власність шведської корони земель, більшість яких були подаровані дворянству ще королевою Христиною, Ульріка Елеонора безрезультатно намагалася заступитися за тих, чиє майно було конфісковано урядом. Надалі допомагала людям, чия власність була конфіскована, таємно компенсуючи їхні втрати з власного бюджету: купувала коштовності та інші предмети, продані збіднілими дворянами, а потім повертала їх їм або їхнім родичам. Частково це робилося з мовчазного схвалення чоловіка. Була відома також відкритою благодійністю, на яку витрачала сім восьмих свого утримання. Стала засновницею численних благодійних закладів. Найвідомішими з них були школа гобеленів в Карлберзькому палаці, дім для бідних удів в Стокгольмі, притулок у Карлсбергу. Часто для їх фінансування закладала власні речі. Оплачувала також послуги лікарів для багатьох жителів столиці, підтримувала акушерство. Численній кількості людей виплачувала регулярну допомогу зі своїх коштів. Під час голоду в країні купувала зерно для найбільш постраждалих областей. У 1690 король назвав її можливим регентом країни у випадку його смерті.
У 1688 році планувала відвідати свою сім'ю в Данії, але слабке здоров'я змусило її відмовитися від цієї ідеї.
У 1690 році страждала від недіагностованої хвороби, яка вважалася смертельною. Часто проводила у ліжку по кілька тижнів. Лікарі радили їй відвідати курорти з гарячими ваннами в Німеччині, на що були виділені державні кошти. Однак, королева заявила, що її життя в руці Божій та витратила все на благодійні справи. Зиму 1692—1693 років провела у ліжку.
Перед смертю просила дітей не бути пихатими та використовувати своє високе становище для добрих справ, не вірити чутками та завжди слухати обидві сторони, а також уникати лестощів і гордості. Чоловіка благала про простий похорон та виділила наостанок кошти для бідних. Пішла з життя у палаці Карлберг у віці 36 років. Була похована з великими урочистостями у церкві Ріддаргольмена в Стокгольмі. Графиня Кенігсмерк відмічала, що королеву оплакували всі і в місті неможливо було купити чорної тканини. Король роздав таку ж саму суму грошей бідним, яку витратив на похорон, оголосив два роки трауру, а по їх закінченні відмовився брати другий шлюб, не зажаючи на тиск. Помер незабаром у квітні 1697 року.

## Родина

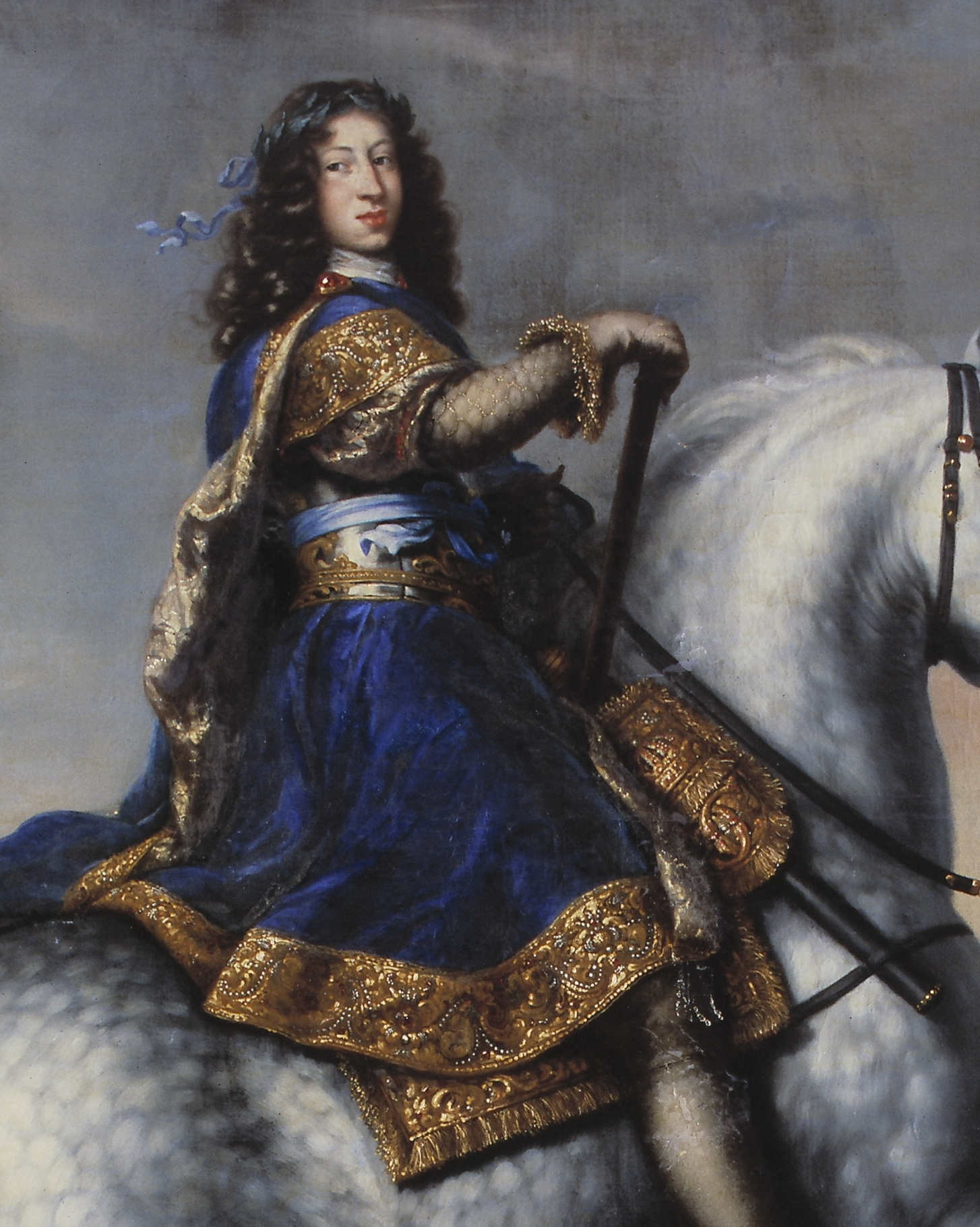
Портрет Карла XI

Чоловік — Карл XI, король Швеції
Діти:
- Ядвіга Софія (1681—1708) — дружина герцога Гольштейн-Готторпа Фрідріха IV, мала єдиного сина;
- Карл (1682—1718) — наступний король Швеції у 1697—1718 роках, одруженим не був, дітей не мав;
- Густав (1683—1685) — прожив 2 роки;
- Ульріх (1684—1685) — прожив 10 місяців;
- Фредерік (7—22 жовтня 1685) — прожив 2 тижні;
- Карл Густав (1686—1687) — прожив півтора місяці;
- Ульріка Елеонора (1688—1741) — королева Швеції у 1718—1720 роках, була змушена зректися на користь свого чоловіка Фредеріка Гессен-Кассельського, дітей не мала.